# Vance Joy
Vance Joy, pseudonimo di James Gabriel Keogh (Melbourne, 1º dicembre 1987), è un cantautore australiano.

## Carriera
Nel gennaio 2013 ha pubblicato il singolo d'esordio From Afar. Nel marzo seguente è uscito il primo EP, con il brano Riptide che ha ottenuto successo in Australia, Europa e Nord America Nel luglio 2014 è stato annunciato l'album d'esordio Dream Your Life Away, pubblicato poi nel settembre dello stesso anno: entrerà nella "top 20" delle classifiche britanniche e statunitensi (#20 nella Official Albums Chart e #17 nella Billboard 200). Si è esibito come artista di supporto durante il 1989 World Tour di Taylor Swift nei mesi finali del 2014. Nel maggio 2021 ha esordito con il suo nuovo singolo Missing Piece, in uscita con l'omonimo album.

## Discografia

### Album in studio
- 2014 – Dream Your Life Away
- 2018 – Nation of Two
- 2022 – In Our Own Sweet Time

### Album dal vivo
- 2018 – Live at Red Rocks Amphitheatre
- 2023 – Live at the Sydney Opera House

### EP
- 2013 – God Loves You When You're Dancing

### Singoli
- 2013 – From Afar
- 2013 – Riptide
- 2014 – Mess Is Mine
- 2014 – First Time
- 2015 – Fire and the Flood
- 2017 – Lay It on Me
- 2017 – Like Gold
- 2018 – We're Going Home
- 2018 – Saturday Sun
- 2018 – Call If You Need Me
- 2018 – I'm with You
- 2021 – You (con Benny Blanco e Marshmello)
- 2021 – Missing Piece
- 2021 – Fairytale of New York
- 2022 – Don't Fade
- 2022 – Clarity
- 2022 – Every Side of You
- 2023 – Everybody Needs Someone (con Noah Cyrus)
- 2023 – Rock It